# USS Nicholson (DD-442)
«Ніколсон» (англ. USS Nicholson (DD-442) — військовий корабель, ескадрений міноносець типу «Глівз» військово-морських сил США за часів Другої світової війни.
«Ніколсон» був закладений 1 листопада 1939 року на верфі компанії Boston Navy Yard у Бостоні, де 31 травня 1940 року корабель був спущений на воду. 3 червня 1941 року він увійшов до складу ВМС США.
Есмінець брав активну участь у бойових діях на морі в Другій світовій війні, бився у Північній Атлантиці, в Середземному морі та на Тихому океані, супроводжував атлантичні конвої. За бойові заслуги в ході війни корабель був відзначений десятьма бойовими нагородами.
26 лютого 1946 року «Ніколсон» виведений до резерву, де перебував до 17 липня 1950 року. 15 січня 1951 року тимчасово виведений з резерву і переданий ВМС Італії. Зі складу ВМС США виключений 22 січня 1951 року. В Італії після модернізації та переоснащення 11 червня 1951 введений як ескортний міноносець «Ав'єре». З 10 квітня 1957 року перекласифікований на есмінець. У 1970 році переобладнано в дослідне артилерійське судно A 5302 Aviere. Виключений зі складу ВМС Італії у жовтні 1975 року й у тому року потоплений як корабель-мішень.